# Prîbujjea, Domanivka
Prîbujjea (în ucraineană Прибужжя) este localitatea de reședință a comunei Prîbujjea din raionul Domanivka, regiunea Mîkolaiiv, Ucraina.

## Demografie
Componența lingvistică a localității Prîbujjea
     Ucraineană (95,48%)
     Rusă (3,17%)
     Alte limbi (1,25%)
Conform recensământului din 2001, majoritatea populației localității Prîbujjea era vorbitoare de ucraineană (95,48%), existând în minoritate și vorbitori de rusă (3,17%).